# أكاديمية الفنون الإستونية
الأكاديمية الإستونية للفنون (بالإستونية: Eesti Kunstiakadeemia) وتُختصر إلى (EKA) هي الجامعة العامة الوحيدة في إستونيا التي تقدم التعليم العالي في الفن والتصميم والهندسة المعمارية والإعلام وتاريخ الفن وترميم الحفظ. يقع مقرها في تالين.
وفقًا للنظام الأساسي للجامعة، يتمثل الهدف الرئيسي للنشاط في الأكاديمية الإستونية للفنون في تعزيز الإبداع والبحث، وتمكين الحصول على تعليم عالٍ معاصر قائم على الدراسة المتكاملة، وتلبية معايير التعليم العالي في مجال الفنون الجميلة. الفنون والتصميم والإعلام والعمارة وتاريخ الفن وترميم الحفظ وتعليم المعلمين.
من خلال قانون وزير التعليم والبحث الإستوني رقم 145 الصادر في 10 فبراير 2007، تم اعتماد الجامعة من قبل لجنة خبراء دولية كمؤسسة.
وقعت الأكاديمية الإستونية للفنون حوالي 80 اتفاقية ثنائية مع الجامعات التي تشارك في برنامج إيراسموس، ولكن لديها أيضًا مؤسسات شريكة خارج فضاء إيراسموس للتعليم العالي - في سويسرا والولايات المتحدة وروسيا وأستراليا وأيضًا مع بعض الجامعات الخاصة داخل الاتحاد الأوروبي.

## التاريخ

### المؤسسة
يعود أصل الجامعة إلى عام 1914 عندما أسست جمعية الفن الإستونية مدرسة تالين للفنون الصناعية. كانت المدرسة الفنية الأولى والوحيدة لفترة من الوقت في إستونيا. اعتمد المؤسسون المنهج الأصلي على منهج مدرسة الفنون التي أسسها البارون ألكسندر فون ستيغليتز في سانت بطرسبرغ. أعطى هذا النظام الأولوية للمهارات الفنية والعملية.

### فترة الاستقلال بين الحربين
بعد حرب الاستقلال الإستونية، أصبحت مدرسة الفنون الصناعية في تالين مدرسة الفنون الصناعية الحكومية في عام 1920 توفر التعليم في جميع تخصصات الفنون التطبيقية. اكتمل الإصلاح التعليمي بحلول عام 1922، حيث انتقل إلى نوع المدرسة الأوروبية متعددة المراحل. ونتيجة لذلك، أصبح من الممكن التقدم للحصول على دبلوم متخصص أو فنان تطبيقي (من عام 1934). خلال عشرينيات القرن الماضي، تم افتتاح ورش عمل وأقسام جديدة (دراسة المطابع، والنحت، والرسومات، والسيراميك، والمعادن، وصقل الزجاج والنقش، ونسج القماش)، مما جعل الدراسات أكثر تنوعًا. من بين أعضاء هيئة التدريس كان هناك العديد ممن درسوا في أوروبا. في عام 1938 تم إصلاح المدرسة الحكومية للفنون الصناعية إلى مؤسستين منفصلتين: المدرسة الحكومية للفنون الصناعية والفنون التصويرية ومدرسة الدولة العليا للفنون.

### الفترة السوفيتية
أدى الاحتلال السوفيتي لإستونيا عام 1940 إلى قطع الاتصالات الفنية للبلاد مع بقية العالم. تم تصفية مدارس الفنون الحكومية، وتمت إعادة تسمية المدرسة باسم مدرسة الدولة للفنون التطبيقية التي سميت باسم جان كورت. خلال الحرب العالمية الثانية، كانت المدرسة مغلقة في كثير من الأحيان وكان التدريس متقطعًا بشكل كبير.
في عام 1944 تم تغيير اسم المدرسة إلى معهد تالين الحكومي للفنون التطبيقية التابع لجمهورية إستونيا الاشتراكية السوفيتية. في عام 1951، تم إغلاق مدرسة بالاس للفنون في تارتو وتم نقل تخصصات الفنون الجميلة إلى تالين. هذا يعني أن التعليم الفني بأكمله في إستونيا كان الآن في تالين. تمت إعادة تسمية المدرسة مرة أخرى إلى معهد الدولة للفنون في جمهورية إستونيا الاشتراكية السوفيتية. اكتسب النظام التعليمي ميزات جديدة وأقسامًا موضوعية مميزة للجامعة السوفيتية، بما في ذلك ثلاث دورات رئيسية - العلوم الاجتماعية، والمواد الفنية العامة والنظرية والمواد الفنية العملية. في عام 1949، تم نقل قسم الهندسة المعمارية من معهد تالين للفنون التطبيقية (الآن جامعة تالين للتكنولوجيا) إلى الجامعة، لتشكيل مجال جديد مع الهندسة المعمارية الداخلية. في عام 1966، تم تغيير اسم قسم الفن الصناعي إلى قسم التصميم. مع هذا أصبحت الجامعة المدرسة الوحيدة في إستونيا التي توفر التعليم العالي في جميع مجالات الفن والعمارة. من 1959 إلى 1989 كان عميد الجامعة هو جان فارس، الذي أصبحت المدرسة تحت قيادته، على الرغم من ضغط الأيديولوجية السوفيتية، مؤسسة تعليمية شعبية ذات مواقف ليبرالية ومعايير أوروبية، حيث درس طلاب من ما يصل إلى 20 جنسية على مدار عدة عقود وحيث اكتسبت عدة أجيال من الفنانين الإستونيين تعليمهم. توسعت سمعة الجامعة أيضًا لتشمل البلدان الاشتراكية السابقة في أوروبا الشرقية، وتم تبادل مجموعات الطلاب، وشارك الطلاب وهيئة التدريس في المسابقات والمعارض الدولية، وحصلوا على الكثير من الدعاية والجوائز. في عام 1978 تم وضع الأساس للتقليد الفريد للبعثات الفنلندية لإركي تحت قيادة البروفيسور كالجو بولو. أصبح المبنى الأصلي صغيرًا جدًا بالنسبة لمدرسة سريعة التطور وأعيد بناء المبنى الرئيسي للمعهد وفقًا لخطط المهندس المعماري كاللجو بولو. في مدينة تالين القديمة.

### منذ عام 1989
في عام 1989، تم تغيير اسم الجامعة إلى جامعة تالين للفنون، مما يمثل بداية فترة جديدة في تاريخ المدرسة. يعد أحد أبرز مؤرخي الفن الإستوني، البروفيسور م. تم انتخاب جاك كانجيلاسكي رئيسًا للجامعة. بدأ إصلاح النظام التعليمي وفقًا للتغييرات السياسية التي حدثت في التعليم العالي للدولة. تم تقليل فترة الدراسة لأول مرة إلى 4.5 سنوات. تم الحفاظ على نظام الدورة، ولكن تم إدخال نظام جديد للنقاط الائتمانية. في سياق هذه التغييرات، تم إدخال مستويات جديدة من التعليم: الدبلوم والبكالوريوس والماجستير والدكتوراه. في منتصف التسعينيات الأزمة الاقتصادية زاد الركود العام في المدرسة. في عام 1995 تم تغيير اسم جامعة تالين للفنون إلى الأكاديمية الإستونية للفنون (EKA). تم اعتماد الاسم في عام 1996. زادت الاتصالات الدولية بالمدرسة بشكل كبير: تبادل الطلاب وأعضاء هيئة التدريس، والمشاركة في برامج سوكريت وليوناردو دافنشي وتيمبس وما إلى ذلك، وتنظيم المؤتمرات وورش العمل والمهرجانات وما إلى ذلك. بدأت أنشطة النشر التي لم تكن موجودة في السابق. كان تطوير الأكاديمية مدعومًا من قبل النظام الاقتصادي والمالي الجديد، الذي أدى إلى بعض القرارات السيئة، لكنه بدأ في النهاية في إخراج المدرسة من الركود. كانت إحدى نقاط التحول الرئيسية هي توفير مفهوم جديد للتدريس، والذي كان قائمًا على النموذج الغربي - التعلم مدى الحياة أو التعليم المستمر. لهذا الغرض، بدأ التدريب المتقدم لمعلمي الفنون في عام 1996. بدأت الأكاديمية المفتوحة التابعة لـ الجامعة عملها في عام 1997. تم افتتاح مدرسة تالين للحفظ كجزء من الأكاديمية. تشمل المؤسسات الفرعية الأخرى للأكاديمية كلية الفنون التطبيقية، التي تقدم تعليمًا فنيًا للطلاب الناطقين بالروسية في بارنو، والتي وسعت منطقة التدريس إلى ما بعد تالين. تم افتتاح مراكز جديدة لتحديث الدراسات في عام 1994: مركز الإعلام الإلكتروني وقسم التصوير الفوتوغرافي، وكذلك الكراسي الجديدة - فن الإعلام والفنون متعددة التخصصات وحماية التراث الثقافي. تم إنشاء منهج متكامل متعدد التخصصات (كلية التصميم، كلية الفنون الجميلة). من 1997-2000 تم إنشاء مكتبة جديدة ومعاصرة في المدرسة. في عام 1999 انضمت أكاديمية الفنون الإستونية إلى برنامج سوكريت/إيراسموس. في عام 2002، تم تحديث منهج الجامعة وفقًا لمبادئ إعلان بولونيا، مما جعلها متوافقة مع النظام القياسي لمستويات التعليم العالي المطبق في الاتحاد الأوروبي. تخرج الطلاب الأوائل الذين درسوا على أساس المناهج المحدثة في عام 2006. في عام 2005 قام فنان النسيج أ. تم انتخاب سيجن كيفي عميدًا للأكاديمية الإستونية للفنون (وزير الثقافة لجمهورية إستونيا 1999-2001؛ عضو البرلمان 2002-2005). بدأ تطوير برامج واستراتيجيات جديدة، ونتيجة لذلك تم اعتماد برنامج تطوير الأكاديمية الإستونية للفنون للفترة 2006-2010 في مجلس الجامعة في 31 يناير 2006.
في فصل الربيع لعام 2006 (31 مارس)، وافق مجلس الجامعة على قرار بدء تشييد مبنى جديد للأكاديمية الإستونية للفنون، في موقع تاريخي. في عام 2013، ومع ذلك، قرر مجلس لموقع آخر. في عام 2018 انتقلت إلى مقرها الجديد.

## روابط خارجية
- الأكاديمية الإستونية للفنون